# 大分県道545号大分空港線
大分県道545号大分空港線（おおいたけんどう545ごう おおいたくうこうせん）は、大分県国東市を通る一般県道である。

## 概要
国東市武蔵町糸原の大分空港から大分空港入口交差点に至る。全区間片側2車線。

### 路線データ
- 起点：大分県国東市武蔵町糸原（大分空港側、大分県道413号杵築安岐国東自転車道線交点）
- 終点：大分県国東市武蔵町糸原（大分空港入口交差点、国道213号交点、大分県道404号糸原杵築線起点）
- 総延長：約150 m

## 地理
国東半島南東部に位置する大分空港へのアクセス道路で、国東半島沿岸を半周する国道213号と大分空港を結ぶ全長約150 mの短い県道である。
起点側には大分空港のターミナルビルがあり、本路線の南側沿いにも空港施設や駐車場が広がる。起点側を南北に貫く道路は、大分県道413号杵築安岐国東自転車道線（国東半島サイクリングロード）にも指定されている。また、この県道沿いには里の駅むさしも存在する。
終点では国道213号と交差する。また、終点を直進すると大分県道404号糸原杵築線である。
本路線は、空港にアクセスする自動車や空港連絡バスが利用するため、全線および起点の先の大分空港ターミナルまでが片側2車線となっている。

### 通過する自治体
- 国東市

### 交差する道路
| 交差する道路                        | 交差する場所 | 交差する場所              |
| ----------------------------------- | ------------ | ------------------------- |
| 大分県道413号杵築安岐国東自転車道線 | 武蔵町糸原   | 起点                      |
| 国道213号 大分県道404号糸原杵築線   | 武蔵町糸原   | 大分空港入口交差点 / 終点 |

### 沿線
- 大分空港ターミナル
- 里の駅むさし